# Washington (Nueva York)
Washington es un pueblo ubicado en el condado de Dutchess en el estado estadounidense de Nueva York. En el año 2000 tenía una población de 4,742 habitantes y una densidad poblacional de 371.9 personas por km².

## Geografía
Washington se encuentra ubicado en las coordenadas 41°47′12″N 73°40′53″O / 41.78667, -73.68139. Según la Oficina del Censo, la ciudad tiene un área total de 153,8 km² (59,4 mi²), de la cual 153 km² (59,1 mi²) es tierra y 0,8 km² (0,3 mi²) (0.49%) es agua.

## Demografía
Según la Oficina del Censo en 2000 los ingresos medios por hogar en la localidad eran de $52,104, y los ingresos medios por familia eran $69,074. Los hombres tenían unos ingresos medios de $45,938 frente a los $31,411 para las mujeres. La renta per cápita para la localidad era de $32,561. Alrededor del 7.2% de la población estaban por debajo del umbral de pobreza.